# Nikolai Makarowitsch Petrow
Nikolai Makarowitsch Petrow (russisch Николай Макарович Петров; 1892–1959) war ein russischer Fotograf.
Petrow ging als Lehrling in das Fotoatelier Scherrer und Nabholz in Moskau. Im Ersten Weltkrieg war er Soldat, trat dann in die Rote Armee ein, wo er Ausbilder beim All-Russischen Exekutivkomitee wurde. 
Seine Fotografielehrer waren unter anderem A. Saweljew und K. Kusnekow. Ab 1924 war er Fotoreporter
für die Iswestija, während des Zweiten Weltkriegs als Frontfotograf.